# Zoran Džorlev
Zoran Džorlev (macédonien Зоран Џорлев ; Strumica, 10 janvier 1967 – Skopje, 1er janvier 2021) est un violoniste macédonien.

## Source
- (de) Cet article est partiellement ou en totalité issu de l’article de Wikipédia en allemand intitulé « Zoran Džorlev » (voir la liste des auteurs).